# تافيوني

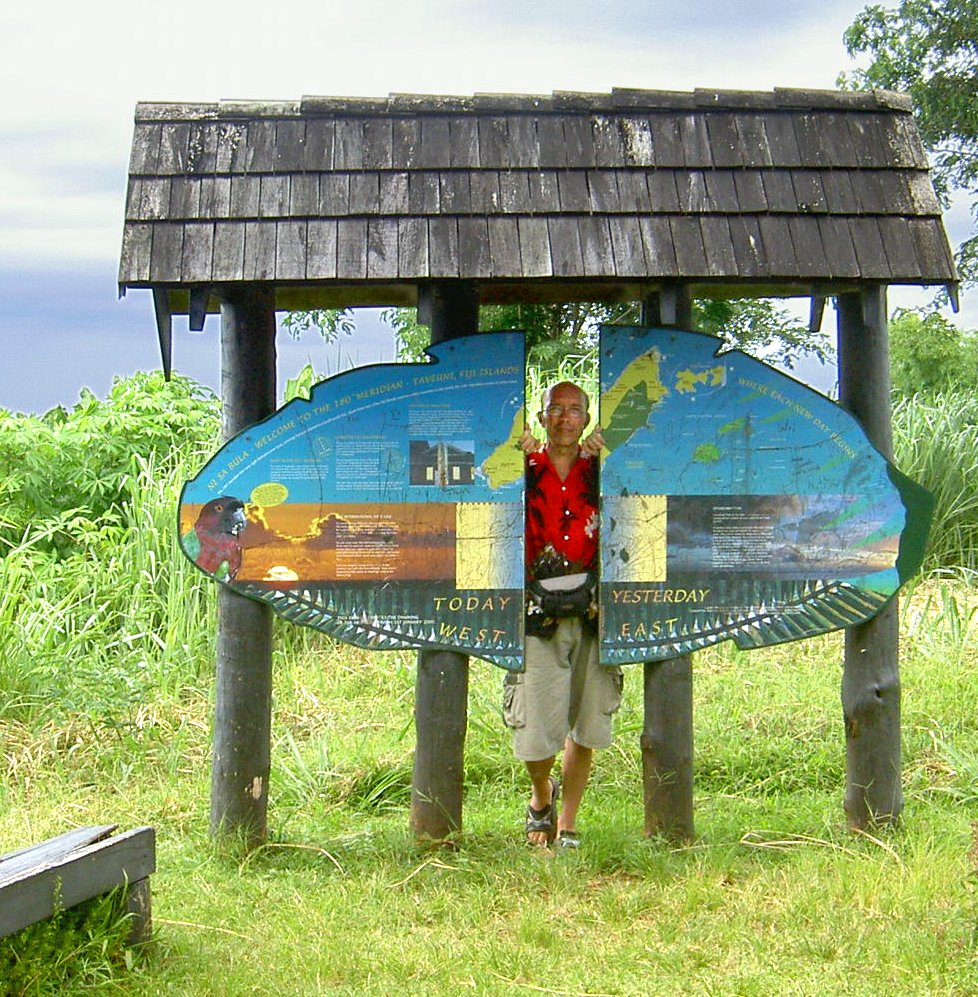
خط 180 درجة

تافيوني بالأنجليزية taveuni هي ثالث أكبر جزيرة في فيجي بعد فانوا ليفو وفيتي ليفو بمساحة 435 كم2. تقع تافيوني على بعد 6,5 كم شرق فانوا ليفو في المحيط الهادئ. وهي جزء من المقاطعة الإدارية الشمالية لجزر فيجي. يبلغ عدد سكانها حوالي 9 000 نسمة، منهم ما يقرب من 75 ٪ من سكان فيجي الأصليين وفقا لتعداد عام 1996. تكسوها النباتات الوفيرة في قلب الجزيرة «جزيرة الحدائق في فيجي». إنها مقصد سياحي مشهور.

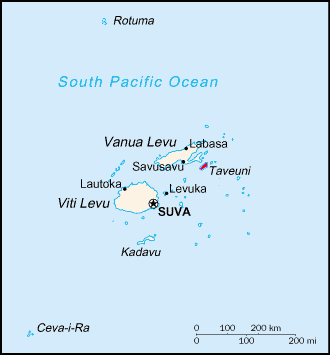
موقع جزيرة تافيوني في جزر فيجي

يمر خط الزوال العكسي 180 و القريب من خط التاريخ الدولي شرق.